# Урсоая (Долж)
Урсоая (рум. Ursoaia) — село у повіті Долж в Румунії. Входить до складу комуни Арджетоая.
Село розташоване на відстані 213 км на захід від Бухареста, 39 км на північний захід від Крайови.

## Населення
За даними перепису населення 2002 року у селі проживала 51 особа, усі — румуни. Усі жителі села рідною мовою назвали румунську.